# Vrane
Vrane (Servisch cyrillisch Вране) is een plaats in de Servische gemeente Arilje. De plaats telt 775 inwoners (2002).